# Christian Lietzmann
Christian Lietzmann (2 de octubre de 1955-septiembre de 2006) fue un deportista de la RDA que compitió en natación, especialista en el estilo combinado. Ganó dos medallas de plata en el Campeonato Europeo de Natación de 1974.

## Palmarés internacional
| Campeonato Europeo | Campeonato Europeo | Campeonato Europeo | Campeonato Europeo |
| Año                | Lugar              | Medalla            | Prueba             |
| ------------------ | ------------------ | ------------------ | ------------------ |
| 1974               | Viena (Austria)    | Medalla de plata   | 200 m estilos      |
| 1974               | Viena (Austria)    | Medalla de plata   | 400 m estilos      |